# Базилевська Зоя Василівна
Зоя Василівна Базилевська (рос. Базилевская Зоя Васильевна; 3 травня 1900 — 12 травня 1982) — радянська лікарка, хірург-травматолог і ортопед, доктор медичних наук, професор.
Організатор і директор Науково-дослідного інституту травматології та ортопедії (НДІТО) в Іркутську, Заслужений діяч науки РРФСР.

## Біографія
Зоя Базилевська народилася 3 травня 1900 року в селі Кужне Воронезької губернії у родині службовців.
У 1924 році закінчила медичний факультет Воронезького університету. До 1931 року працювала хірургом в обласній лікарні, пройшовши за цей проміжок часу трирічний стаж ординатури за своїм профілем.
Із 1930 по 1940 роки працює в Свердловському НДІТО.
У 1937 році Базилевська захистила кандидатську дисертацію на тему «Патолого-анатомічні зміни та репаративні процеси при переломах тіл поперекових хребців».
Під час німецько-радянської війни працює провідним хірургом-травматологом у Свердловському військовому госпіталі. Крім цього в її віданні перебували ще 72 евакогоспіталя, розміщених на курортних базах Уралу.
За великий внесок у лікуванні поранених радянських солдатів і офіцерів Зоя Базилевська була нагороджена орденом Червоної Зірки.
У 1944 році Базилевська захищає докторську дисертацію «Закриті пошкодження хребта».
Після війни вона працює заступником директора з науки Саратовського державного науково-дослідного інституту відновної хірургії та ортопедії.
У 1946 році за наказом Міністерства охорони здоров'я РРФСР на базі одного з госпіталів Іркутська був утворений Іркутський науково-дослідний інститут травматології та ортопедії. Зоя Базилевська переїжджає до Іркутська, де їй було доручено організаційну роботу зі створення цього інституту.
У 1948 році вона стає директором Іркутського НДІТО і пропрацювала на цій посаді до 1967 року. Після відходу з керівної посади Зоя Василівна продовжувала наукову роботу в своєму інституті до 1981 року.

## Внесок у медичну науку та практику
Зоя Базилевська внесла значний вклад у методику лікування різних ушкоджень хребта і спинного мозку, а також тазостегнового суглоба.
Ставши директором, вона розширила коло досліджень, при лікарнях в Іркутську і районах області були організовані травматологічні пункти, відділення і кабінети.
Крім керівної та лікувальної роботи Базилевська викладала в Іркутському медичному інституті, що дозволяло їй знаходити і залучати до більш глибокого вивчення травматології та ортопедії талановитих студентів. Згодом багато хто з її учнів стали співробітниками Інституту.
За її ініціативою був створений поліомієлітний центр із філіями в багатьох районах Іркутської області.
Велику увагу вона приділяла підготовці медичних сестер і техніків по роботі з гіпсом.
Почавши практично з нуля, Зоя Базилевська зробила Іркутське НДІТО провідним спеціалізованим медичним закладом в Східному Сибіру і на Далекому Сході.
Вона є автором понад 130 наукових робіт, у тому числі кількох монографій. Має винахід в області травматології та ортопедії.
Зоя Базилевська померла 12 травня 1982 року в Іркутську.

## Нагороди та звання
- Орден Трудового Червоного Прапора[4]
- Орден Червоної Зірки
- Заслужений діяч науки РРФСР

## Пам'ять
В Іркутську на будівлі Інститут травматології та ортопедії ССНЦ СВ РАМН встановлена меморіальна дошка в пам'ять про Зою Василівну Базилевську.

## Наукові праці
- Гипсовая техника. — Саратов, 1948.
- Закрытые повреждения позвоночника. — М.: Медгиз, 1962.
- Лечение перелома шейки бедра: пособие для практического врача. — Иркутск, 1961.
- Повреждения позвоночника. Морфологические изменения и методика лечения. — Саратов, 1949.
- Профилактика и лечение пролежней: монография. — М.: Медицина, 1972.
- Реконструкция при остаточных явлениях туберкулеза тазобедренного сустава // Труды XXVI Всесоюзного съезда хирургов. — М., 1956. — С. 634—635.
- Структура летальности при повреждениях позвоночника и спинного мозга // Вопросы нейрохирургии. — 1980. — № 6. — С. 37–41. (в соавт.)
- Функциональное лечение при резекциях тазобедренного сустава после огнестрельных ранений // Хирургия. — 1948. — № 8. — С. 69–75.[5]